# Vejalnica i Krč
Vejalnica i Krč este o arie protejată (sit de importanță comunitară — SCI) din Croația întinsă pe o suprafață de 142,81 ha, integral pe uscat.

## Localizare
Centrul sitului Vejalnica i Krč este situat la coordonatele 45°54′04″N 16°05′28″E / 45.901°N 16.091°E.

## Înființare
Situl Vejalnica i Krč a fost declarat sit de importanță comunitară în iulie 2013 pentru a proteja 1 specie de plante și 2 specii de animale.

## Biodiversitate
Situată în ecoregiunea continentală, aria protejată conține 1 habitat natural: Pajiști uscate seminaturale și facies de acoperire cu tufișuri pe substraturi calcaroase (Festuco-Brometalia) (* situri importante pentru orhidee).
La baza desemnării sitului se află mai multe specii protejate:
- plante (1): Himantoglossum adriaticum
- nevertebrate (2): Euplagia quadripunctaria, fluturele purpuriu (Lycaena dispar)

Pe lângă speciile protejate, pe teritoriul sitului au mai fost identificate 7 specii de plante.